# L'Ivresse d'une oasis
Pour plus de détails, voir Fiche technique et Distribution.
L'Ivresse d'une oasis est un documentaire comorien réalisé par Hachimiya Ahamada, sorti en 2011.

## Synopsis
Le père de la réalisatrice retourne quelques semaines par an dans son village natal des Comores pour construire une maison. Il filme l'avancée des travaux.

## Fiche technique
- Titre : L'Ivresse d'une oasis
- Réalisation : Hachimiya Ahamada
- Scénario : Hachimiya Ahamada
- Montage : Thibaut Verly
- Sociétés de productions : Shonagon Films[2] et Centre de l'Audiovisuel à Bruxelles (fonds d'aide à la francophonie)[3]
- Pays :  Comores,  Belgique, et  France
- Genre : documentaire
- Durée : 88 minutes
- Dates de sortie : 
  -  France : 30 septembre 2011

## Thèmes
La maison occupe une place centrale dans le documentaire. La réalisatrice a déclaré qu'elle avait été frappé du nombre de maisons inachevées et inutilisées aux Comores parce que leurs propriétaires n'habitent pas sur place pendant que les membres de leurs familles vivent, eux, juste à côté, dans des maisons en paille ou en taule.